# Тетраплатинатрилантан
Тетраплатинатрилантан — бинарное неорганическое соединение
платины и лантана
с формулой La3Pt4,
кристаллы.

## Получение
- Сплавление стехиометрических количеств чистых веществ:

{\displaystyle {\mathsf {4Pt+3La\ {\xrightarrow {1600^{o}C}}\ La_{3}Pt_{4}}}}

## Физические свойства
Тетраплатинатрилантан образует кристаллы
тригональной сингонии,
пространственная группа R 3,
параметры ячейки a = 1,3838 нм, c = 0,5814 нм, Z = 6,
структура типа тетраплатинатриплутоний Pu3Pt4
.
Соединение образуется по перитектической или перетектоидной реакции при температуре ≈1600°С  (917°C ).